# Zachary Hochschild

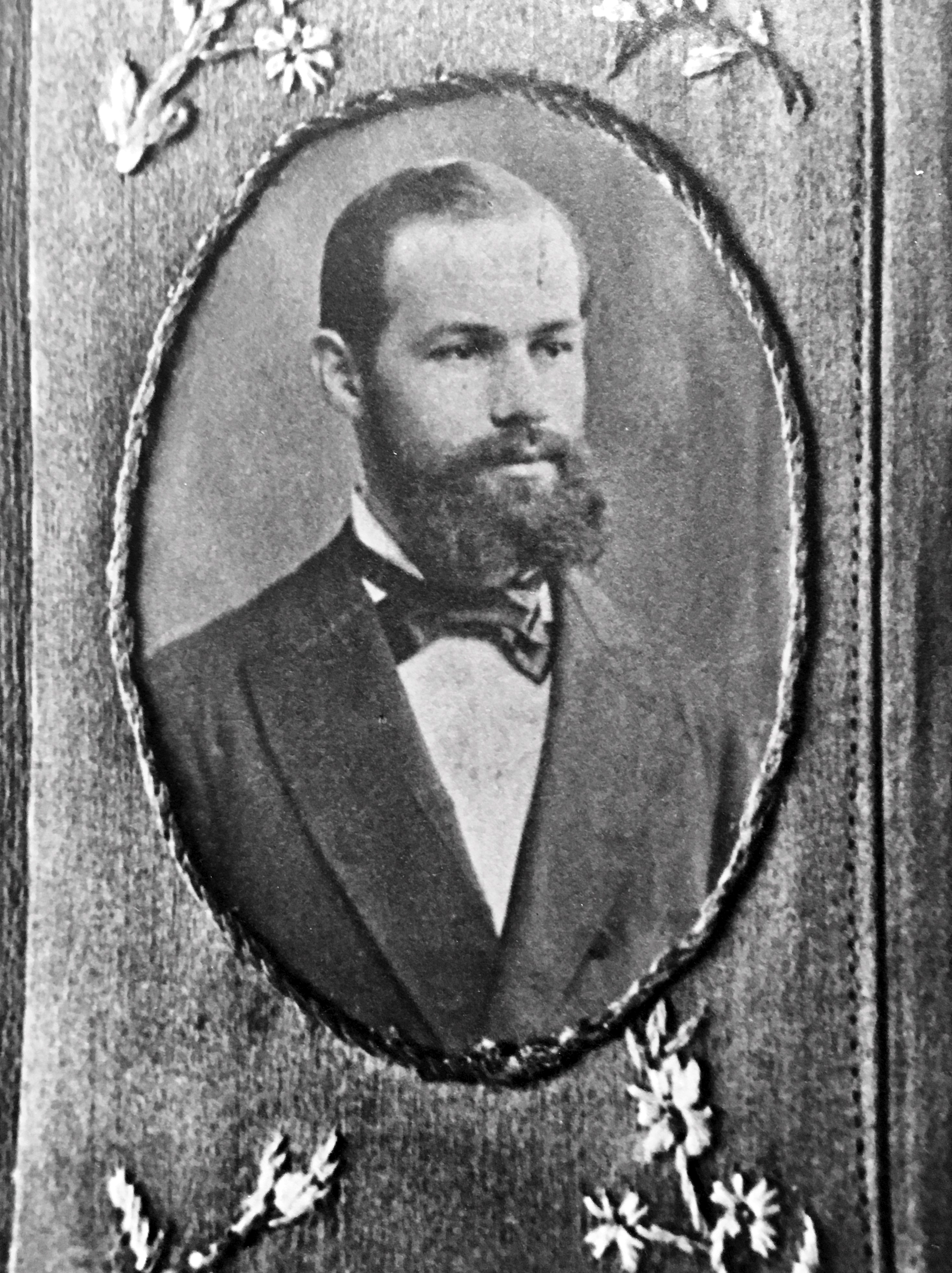
Zachary Hochschild, um 1881

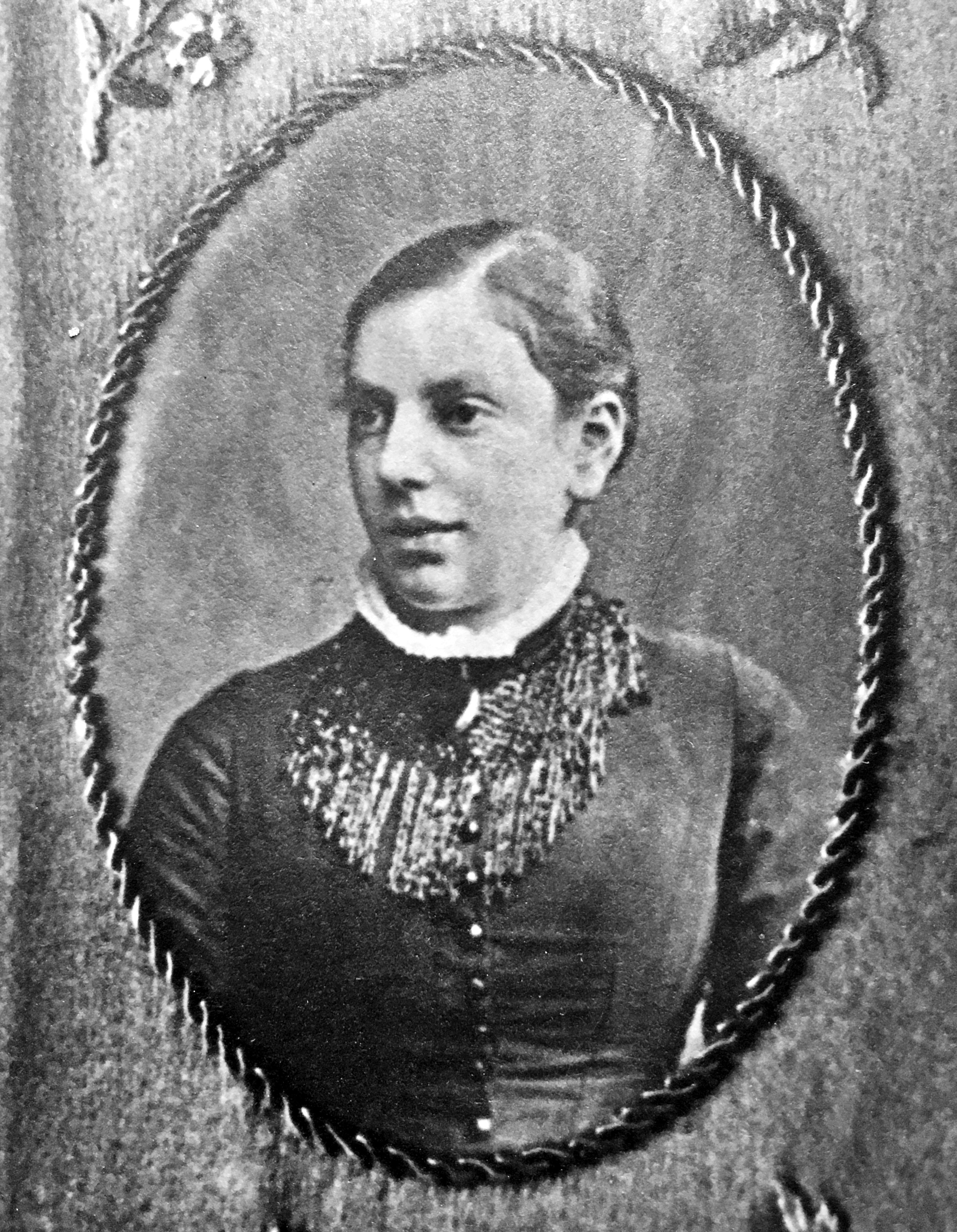
Philippine Hochschild, geb. Ellinger, um 1881

Zachary Hochschild (geboren am 16. Mai 1854 in Biblis, Provinz Starkenburg, Großherzogtum Hessen; gestorben am 6. November 1912 in München, Königreich Bayern), geboren als Zodik Hochschild, genannt Zachary Hochschild (nicht: Zacharias), war ein deutscher Kaufmann, Unternehmensmitbegründer, Königlicher Kommerzienrat, erster und alleiniger Vorstand der Metallgesellschaft AG und der Metallurgischen Gesellschaft AG sowie Aufsichtsrat der Berg- und Metallbank AG in Frankfurt am Main, und ein Mäzen.

## Familie
Zodik Hochschild war der älteste Sohn des Kaufmanns Koppel Jakob Hochschild (geboren am 30. August 1828 in Biblis; gestorben am 9. Mai 1893 ebenda) und dessen Ehefrau Gustine (geboren am 2. November 1826 in Auerbach (Kreis Bensheim); gestorben am 21. November 1886 in Biblis), geborene Bendheim. Sein jüngerer Bruder war der Kaufmann Berthold Hochschild (geboren am 6. März 1860 in Biblis; gestorben am 24. Januar 1928 in New York City).
Zodik (genannt Zachary) Hochschild heiratete am 1. Juni 1881 in Frankfurt am Main Philippine Ellinger (geboren am 7. Juli 1859 in Frankfurt am Main; gestorben am 28. Dezember 1931 ebenda). Diese war eine Schwester von Leo Ellinger (geboren am 21. November 1852 in Frankfurt am Main; gestorben am 16. Juli 1916 ebenda), einem der Mitbegründer der Frankfurter Metallgesellschaft AG und der Metallurgischen Gesellschaft AG. Die Eltern der beiden waren der Kaufmann Philipp Ellinger (geboren am 7. September 1818 in Mainz; gestorben am 28. April 1875 ebenda) und dessen Ehefrau Matel Mathilde (geboren am 17. Dezember 1829 in Hamburg), geborene Ruben.
Aus der Ehe von Zachary und Philippine Hochschild gingen ein Sohn und drei Töchter hervor, die Erstgeborene Henriette „Henni“ Hochschild (geboren am 13. Mai 1882 in Frankfurt am Main; gestorben am 9. Mai 1965 in Königstein im Taunus), später trotz Widerstands des Vaters verheiratet mit dem als nicht standesgemäß erachteten Kaufmann Carl Rudolf Euler (* 19. Oktober 1875 in Frankfurt am Main; † 2. März 1964 in Königstein im Taunus), der Sohn Philipp Hochschild (geboren am 29. Dezember 1883 in Frankfurt am Main; gestorben am 17. März 1946 in Hampstead, Middlesex, England) und die Töchter Alice Gustine Hochschild (geboren am 10. August 1889 in Frankfurt am Main; gestorben am 23. Dezember 1948 in Zürich), später verheiratet mit dem Zürcher Mediziner Paul von Monakow (* 24. März 1885 in Pfäfers, Kanton St. Gallen, Schweiz; † 22. August 1945 in Samaden, Kanton Graubünden, Schweiz) sowie Anna „Anni“ Sara Hochschild (geboren am 27. Februar 1891 in Frankfurt am Main; gestorben am 28. Februar 1972 in Zürich). Letztere war später mit dem Chemiker und Reformpädagogen Paul Reiner verheiratet.

## Wirken
Hochschild war zunächst in der 1850 ins Frankfurter Handelsregister eingetragenen Firma des Philipp Abraham Cohen angestellt, einer „Handlung in Metallwaren, Wechseln, Kommission und Spedition“. 1878 erhielt er dort als 24-Jähriger Prokura erteilt.
Zusammen mit seinem Schwager Leo Ellinger, Carl Hamburger und seinem Freund Wilhelm Merton begründete Hochschild 1881 aus dieser Metallwarenhandlung Cohen heraus, auf deren betrieblicher Organisation, den laufenden Geschäften und deren Vermögen aufbauend, die Frankfurter Metallgesellschaft AG, einen in der Folge weltweit agierenden Konzern, ausgerichtet auf den Bergbau und Metall-Rohstoffhandel.
Hochschild wurde in der Folge zum ersten und alleinigen ordentlichen Vorstand der Metallgesellschaft AG bestimmt. In der Funktion des Alleinvorstands blieb er acht Jahre. Auch nach der aufgrund der stetigen Ausweitung der Geschäftstätigkeit erforderlich erscheinenden Erweiterung des Vorstands blieb Hochschild dessen führendes Mitglied (analog eines Vorstandsvorsitzenden). Den Aufsichtsrat bildeten Leo Ellinger, Carl Hamburger und Wilhelm Merton, die zusammen mit Ralph Merton auch Anteilseigner der AG waren.
Hochschild gilt als derjenige, der das Unternehmen von einem kleinen Handel innerhalb einer relativ kurzen Zeitspanne zu einem internationalen Unternehmen entwickelt hat; er besaß ein offensichtliches Gespür für die stetig wechselnden Anforderungen im Tagesgeschäft des weltweiten Metallhandels. Geschäftsreisen führten Hochschild häufig nach Frankreich, in die Vereinigten Staaten und weitere Länder. Im Jahr 1884 sandte Hochschild seinen jüngeren Bruder Berthold in die USA, um dort die US-amerikanische Filiale American Metal Company aufzubauen; sie erlangte nationale Bedeutung.
Hochschild trieb die Erschließung überseeischer Erzvorräte voran und reagierte auf die zunehmende Nachfrage nach Nichteisenmetallen durch die Elektroindustrie. Zur Verwertung der Erzvorräte kam es zur Errichtung eines Netzes von Handelsvertretungen und Kapitalbeteiligungen sowie zu Neugründungen von Verwertungsgesellschaften in Nordamerika, Mexiko, Australien und Frankreich. Dabei erwiesen sich insbesondere die von Hochschild aufgebauten Beziehungen zu Finanz- und Industriekreisen in Paris als überaus nützlich, darunter zur Familie Rothschild. Da er aufgrund seines zurückhaltenden und ruhigen Charakters in der Öffentlichkeit wenig hervortrat, wurden später Wilhelm Merton viele der Sachverhalte zugeschrieben, die de facto auf Zachary Hochschild zurückgehen.
1889 vertrat Hochschild die Interessen der Metallgesellschaft AG im sogenannten Pariser „Kupferkrach“, einer Spekulationsblase, die eine Reihe von Unternehmenskonkursen auslöste.

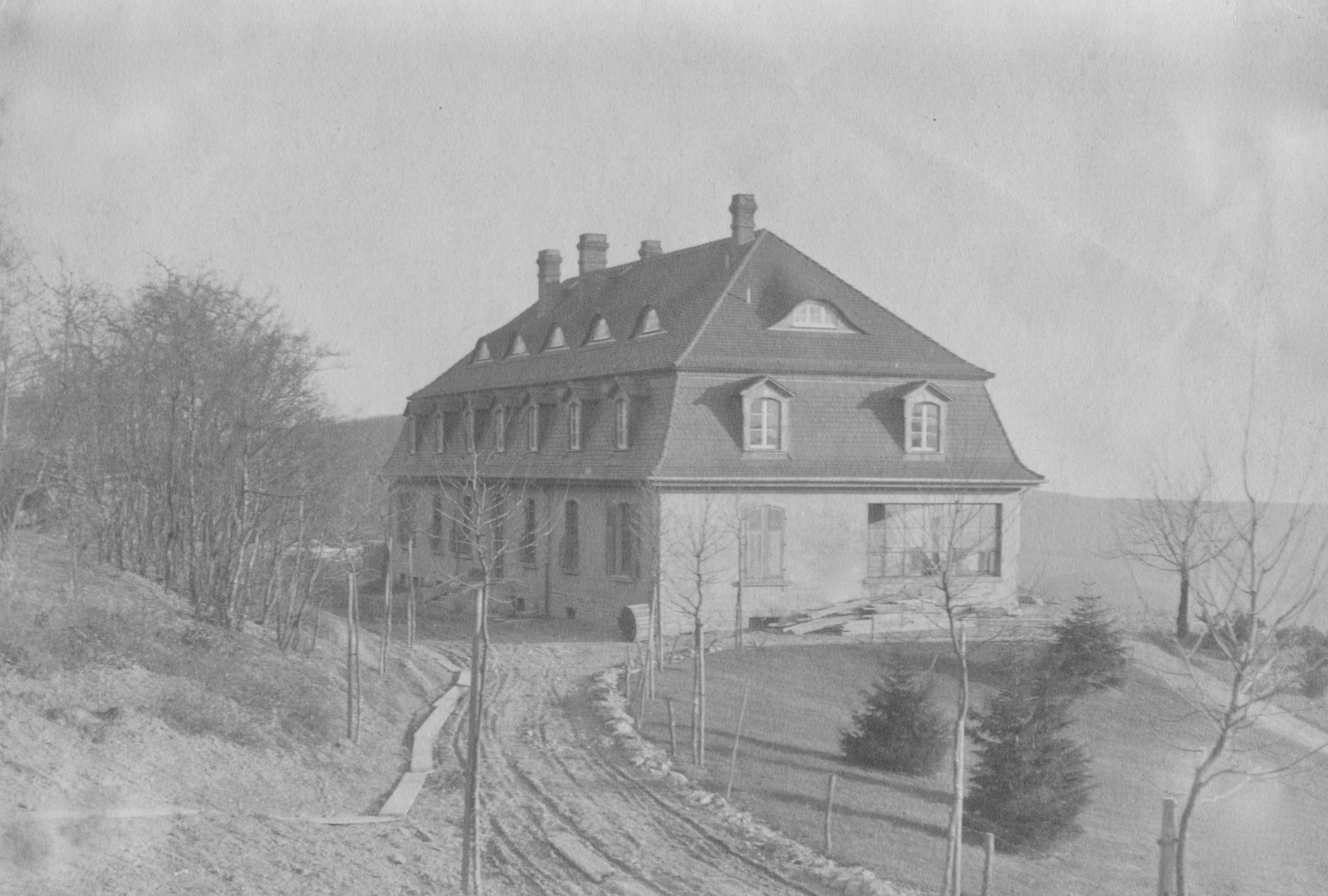
Das Landhaus Die Höhe in Eppenhain im Taunus, ca. 1912/13

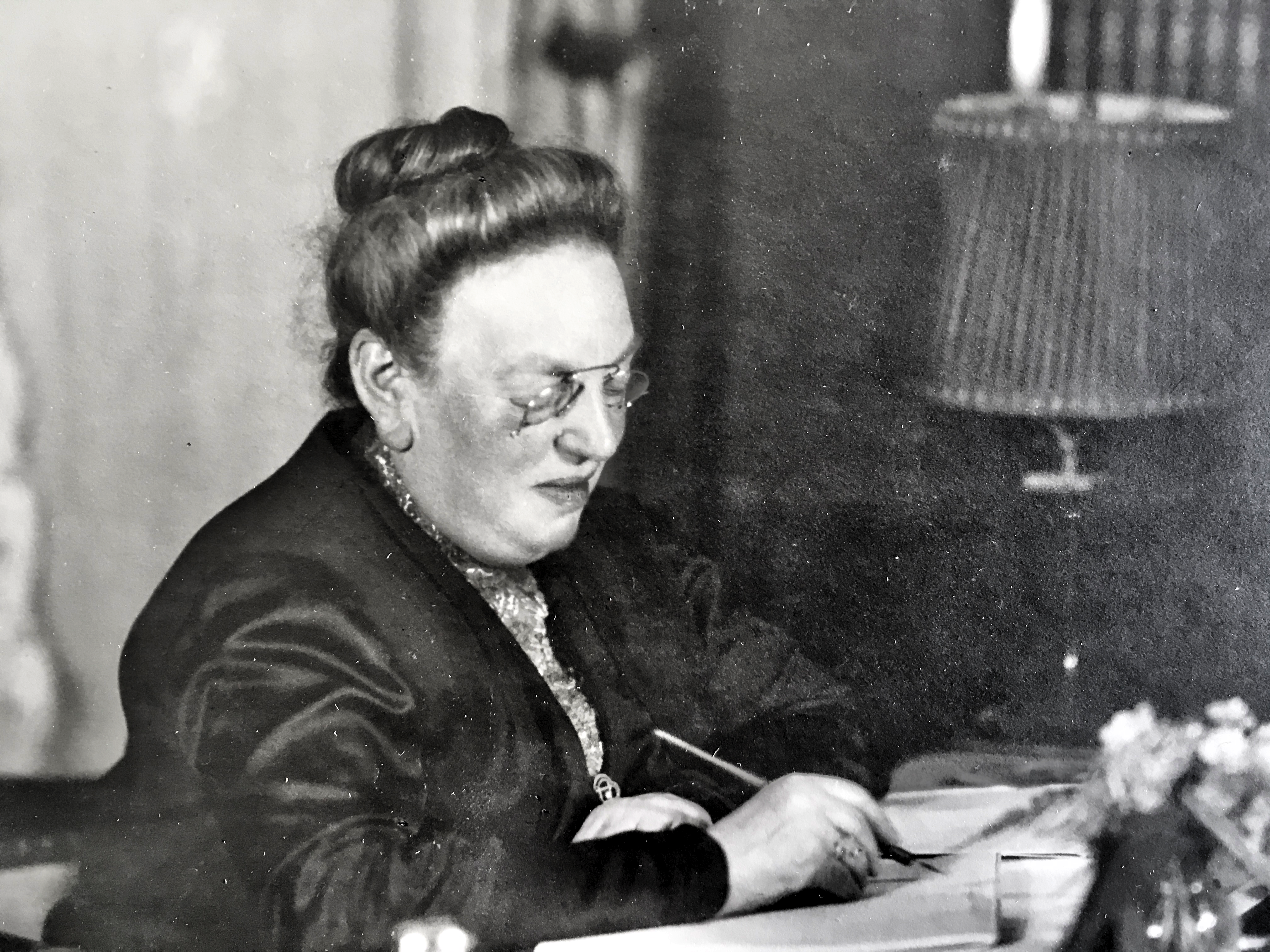
Philippine Hochschild, geb. Ellinger, um 1915

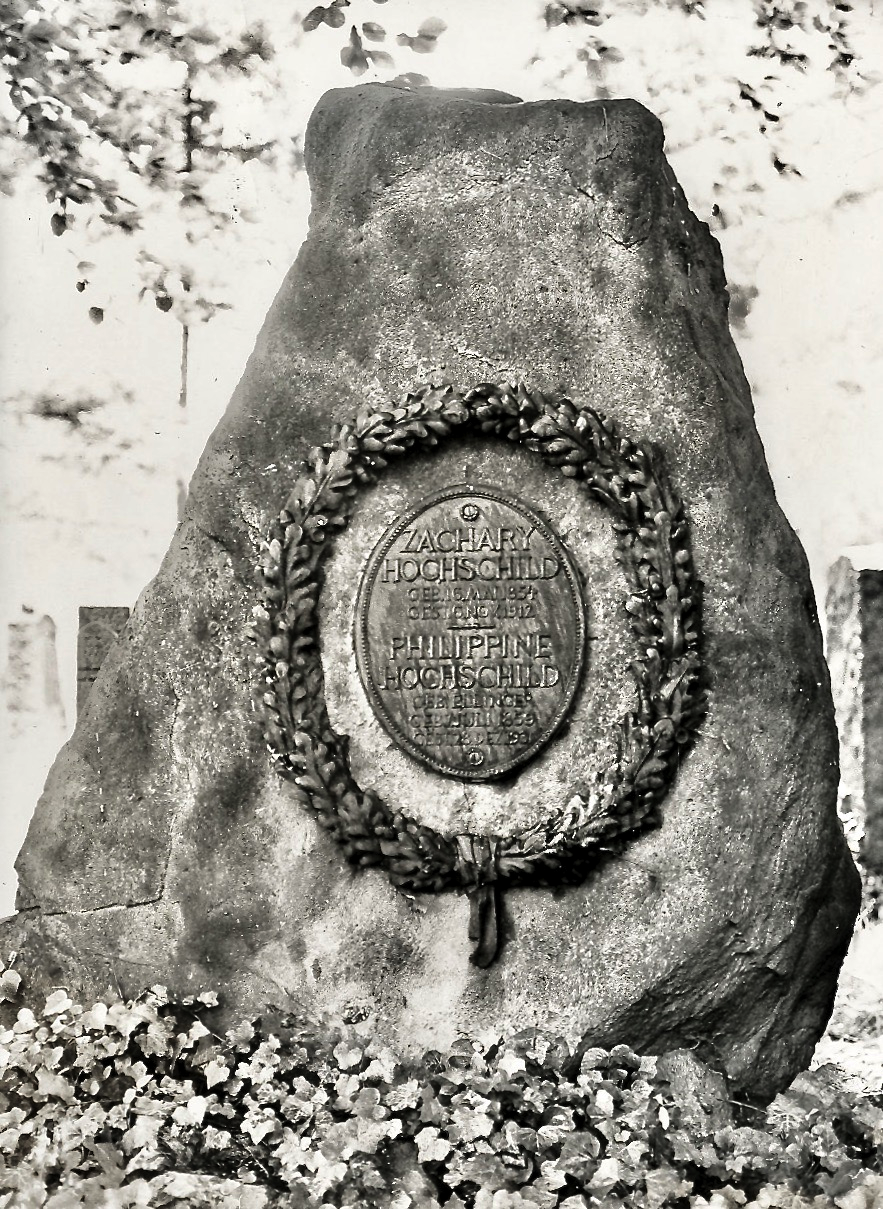
Grabstein des Ehepaares Zachary und Philippine Hochschild auf dem Alten Jüdischen Friedhof in Frankfurt am Main

Ab 1890 beteiligte sich Zachary Hochschild an dem von Wilhelm Merton initiierten Institut für Gemeinwohl, das private und kommunale Initiativen im Bereich des Stiftungs- und Armenwesen zusammenführen und gleichzeitig einschlägige wissenschaftliche Forschungsvorhaben und Publikationen anstoßen und fördern sollte. Diese Einrichtung, die auch seine Ehefrau Philippine als Mitglied verzeichnete, wurde 1896 in eine GmbH umgewandelt, zu deren Stammkapital Hochschild seinen Anteil beisteuerte.
Im Jahr 1897 gründete die Metallgesellschaft AG die Metallurgische Gesellschaft. Während sich die Metallgesellschaft auf das Handelsgeschäft konzentrierte, wurden Bergbau, Erzverhüttung, Metallraffination, der Bau industrieller Anlagen sowie Entwicklung und Vertrieb technischer Neuerungen in die neu gegründete Gesellschaft ausgegliedert.
Ab 1906 gehörte Hochschild der neu gegründeten Berg- und Metallbank AG als Aufsichtsratsmitglied an, deren Geschäftsfeld 1910 zwischen der Berg- und Metallbank und der Metallurgischen Gesellschaft AG neu strukturiert und aufgeteilt wurde. Das Kreditinstitut ergänzte die Handelsgeschäfte der Metallgesellschaft AG auf sinnvolle Weise, indem es Interessen des Bergbaus und der verarbeitenden Metallindustrie miteinander verband.
Hochschild gehörte zu den Stifterpersönlichkeiten der 1914 gegründeten Königlichen Universität zu Frankfurt am Main. Ein Plakat für ein Symposium aus Anlass des 100-jährigen Jubiläums der Universität listet seinen Namen auf. Seine Spenden werden explizit mit der Einrichtung einer medizinischen bzw. naturwissenschaftlichen Fakultät in Verbindung gebracht.
Hochschild trat auch als Mäzen für den Baufonds des Naturmuseums der Senckenberg Gesellschaft für Naturforschung in Frankfurt am Main hervor.
Im Jahr 1911/12 ließ Zachary Hochschild für seine Familie ein Landhaus mit Gutshof und Aussichtstempel in Eppenhain im Taunus errichten, deren gesamtes Areal heute unter Denkmalschutz steht. Ihr Frankfurter Domizil unterhielten Zachary und Philippine Hochschild in der Friedberger Anlage 29, nahe dem Sitz der Metallgesellschaft AG im Reuterweg. Nach dem Tod ihres Ehemanns waren die Witwe und deren promovierter Sohn Philipp Hochschild (1883–1946) auch in Frankfurts Westend in der Feuerbachstraße 19 gemeldet; mindestens während des Ersten Weltkrieges nutzte auch der Schwiegersohn, der Chemiker und Reformpädagoge Paul Reiner zeitweise diese Anschrift; seine beiden ersten Töchter wurden dort 1917 und 1919 geboren.
Zachary Hochschild verstarb im Alter von 58 Jahren, wurde vom Sterbeort nach Frankfurt am Main überführt und auf dem Alten Jüdischen Friedhof in der Rat-Beil-Straße beigesetzt. Nach seinem Tod trat sein Sohn Philipp Hochschild als stellvertretender Vorstand und Direktor in die Metallgesellschaft AG ein. Zachary Hochschilds Witwe Philippine gründete 1913 die Zachary Hochschild’sche Unterstützungskasse für Angestellte der Metallgesellschaft, die von den Nationalsozialisten am 3. November 1938, eine Woche vor den Pogromen der „Reichskristallnacht“, aufgelöst wurde. Die Stiftungsabteilung im städtischen Rechtsamt hatte seit 1935 die „Arisierung“ von Stiftungen jüdischer Bürger betrieben.